# En mode Salvail
 (août 2014).
Si vous disposez d'ouvrages ou d'articles de référence ou si vous connaissez des sites web de qualité traitant du thème abordé ici, merci de compléter l'article en donnant les références utiles à sa vérifiabilité et en les liant à la section « Notes et références ».
En Mode Salvail est un talk-show de fin de soirée québécois animé par Éric Salvail et diffusé entre le 28 octobre 2013 et le 17 octobre 2017 sur le réseau V.
Il était diffusé du lundi au jeudi soir à 22 h. L'intro musicale est composée par Valaire.
Le 18 octobre 2017, la diffusion est suspendue, car Salvail fait l'objet d'allégations d'inconduites sexuelles. 
Le 23 octobre 2017, V Média a annoncé que la chaîne ne fera plus affaire avec Éric Salvail et sa maison de production étant donné l'ampleur des allégations. Le talk show a donc dû signer son arrêt définitif.

## Description
Développé, produit et animé par Éric Salvail, ce talk show d'une durée de 50 minutes et diffusé 4 soirées par semaine, est le fruit d’un concept inédit enregistré devant le public, en direct, le lundi et mercredi, et pré-enregistré le mardi et jeudi. Une émission rocambolesque où l’animateur traîne son public et ses invités dans un univers éclaté où les différentes plates-formes permettent à l’auditoire d’y ajouter son grain de sel et être un membre important de l'émission. Au menu : des performances musicales, un band branché, des topos surprenants et des invités qui se prêtent au jeu et qui suivent Éric Salvail dans les méandres de sa belle folie. Chaque soir 2 invités du monde artistique québécois viennent répondre aux questions d’Éric avec humour et auto-dérision.

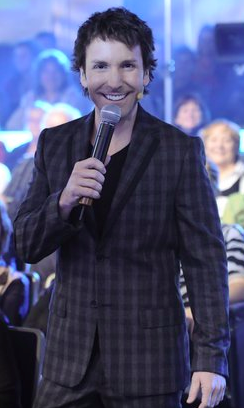

## Déroulement général de l'émission
- Monologue d'Éric
- Entrevue
- Topo
- Entrevue
- Fin de l'émission

## Sketchs récurrents
L'émission comporte plusieurs rubriques humoristiques récurrentes. On compte parmi celles-ci :
- « Les Recettes pompettes » (devenu une émission à V)
- Le temps d'un cornet
- Focus group
- Éric pardonne
- Le temps d'une lumière
- Invité masqué
- Entrevues popcorn
- Opération séduction
- Entrevues confidences
- Entrevues catastrophes

## Audiences

### Saison 1
En mode Salvail a rejoint en moyenne 280 000 téléspectateurs chaque soir. L’émission qui est très populaire auprès du public féminin s’est classée en première position auprès des 18-49 ans dans sa case horaire, une augmentation de 43 % des parts de marché pour V, comparativement à 2012. En mode Salvail réussit souvent à faire mieux que le Téléjournal 22 h d'ICI Radio-Canada Télé. La venue d’un talk-show de fin de soirée a été appréciée par le public. En effet, lorsque l’on compare avec l’année précédente, pour la case horaire de 22 h, les parts de marché de V sont passées de 6 % à 12,1 %, alors que l’auditoire moyen de la chaîne à ce moment de la journée a presque doublé !
Nombre d'épisodes : 88.
En fond vert  = Les plus hauts chiffres d'audiences
En fond rouge = Les plus bas chiffres d'audiences

### Saison 2
Ce sont en moyenne 370 400 téléspectateurs qui sont aux rendez-vous à chaque soir, depuis l’automne 2014. Cela représente une augmentation de l’auditoire de 33 % par rapport à la saison précédente. De plus, la rediffusion des 4 épisodes de la semaine en rafale chaque samedi sur Max a permis à la chaîne d’augmenter son auditoire de façon record dans cette case horaire.

### Saison 3
La saison 3 a connu pour sa première semaine en ondes son pire début de saison en 3 ans. Les téléspectateurs sont aussi nombreux à enregistrer l'émission. Près de 100 000 personnes regardent le talk-show en différé, soit 26 % de son public. Ce qui augmente les audiences de façon significative. Après un début d'automne difficile, le talk-show de V a su maintenir une moyenne de 376 000 téléspectateurs, devenant le choix numéro un des 18-49 ans. En mode Salvail un incontournable en fin de soirée. La saison 2015-2016 a permis à En mode Salvail de consolider sa place de choix dans la routine de fin de soirée des Québécois. En effet, l’émission a rejoint chaque semaine 1,8 million de téléspectateurs, en diffusion originale seulement, et est demeurée numéro 1 dans sa case horaire, du lundi au jeudi, de 22 h à 22 h 50 et ce, tout au long de la saison chez les adultes âgés en 25 et 54 ans.

### Saison 4
L'auditoire est en hausse par rapport à l’an dernier, avec une moyenne quotidienne de 352 600 téléspectateurs, à V seulement. Mentionnons également que la nouvelle saison est la seule dans son bloc horaire, chez les chaînes généralistes, à ne pas voir ses parts de marché diminuer cette saison. La diffusion fut suspendue puis annulée le 23 octobre 2017 à la suite des allégations d'inconduites sexuelles envers l'animateur.

## Diffusion
L'émission est retransmise en direct les lundi et mercredi et pré-enregistrée les mardi et jeudi. La première saison de l'émission était rediffusée les samedis à 19 h à V. La deuxième saison est rediffusée sur deux des trois chaînes du groupe Remstar, soit : 
- Du lundi au jeudi de 22 h à 22 h 50 sur V.
- Les samedis en rappel de 19 h à 22 h 30 sur la chaîne Max.
- Tous les épisodes sont aussi disponibles 12 heures après la diffusion sur le site web Noovo.ca.

Dans chacune de ses plateformes de diffusion, l'émission réalise des records de cotes d'écoute, que ce soit à la télé ou sur le web.[réf. nécessaire]

## Les invités récurrents
Parmi les invités récurrents ou "chouchous" de l'émission, qui sont passés plusieurs fois sur le plateau ou dans les topos de l'émission, on compte :
- Louis-José Houde (6 apparitions)
- Sugar Sammy (7 apparitions)
- Philippe Laprise (6 apparitions)
- Philippe Bond (8 apparitions)
- Joël Legendre (4 apparitions)
- Simon-Olivier Fecteau (4 apparitions)
- Denis Coderre (5 apparitions)
- Fabienne Larouche (4 apparitions)
- Marie-Mai (4 apparitions)
- Guylaine Tremblay (4 apparitions)
- Patrice L'Écuyer (4 apparitions)
- Mike Ward (5 apparitions)
- Mario Tessier (5 apparitions)
- Véronique Cloutier (4 apparitions)
- François Bellefeuille (4 apparitions)
- Pierre Hebert (6 apparitions)
- Lise Dion (4 apparitions)
- Louis Morissette (4 apparitions)

### Invités internationaux
Les invités internationaux qui sont venus en entrevue ou en performance dans l'émission.
- Veronic Dicaire (3 apparitions)
- Hedley (2 apparitions)
- Patrick Bruel (2 apparitions)
- Simple Plan (2 apparitions)
- Stromae
- Vance Joy
- James Bay
- Olly Murs
- Georges St-Pierre
- Franck Dubosc
- Pk Subban
- Serena Ryder
- Nikki Yanofsky
- Lara Fabian
- X Ambassadors

## Récompenses

### Prix Artis
- 2014 : Animateur / animatrice de magazines culturels et talk-show
- 2015 : Animateur / animatrice de magazines culturels et talk-show

### Prix Gémeaux
- 2015 :
  - Meilleures animations émission ou série d'entrevue ou talk-show

### Les Zapettes d'or
- 2015 : Éclat de rire de l’année : Opération Lise Dion[3]

### KARV, l'anti.gala
- 2015 : Meilleur animateur, animatrice de l'année

## Nominations

### Prix Gémeaux
- 2014 : 
  - Meilleure émission ou série d'entrevues ou talk-show
  - Meilleur thème musical : toutes catégories
- 2015 :
  - Meilleure émission ou série d'entrevues ou talk-show
  - Meilleures réalisations talk-show, jeux ou téléréalité

### KARV, l'anti.gala
- 2014 : Meilleur animateur, animatrice de l'année

### Les Zapettes d'or
- 2015 : Grand prix Ça m’allume
- 2016 : Éclat de rire de l’année

### Prix Artis
- 2015 : Personnalité masculine
- 2016 : 
  - Animateur / animatrice de magazines culturels et talk-show
  - Personnalité masculine